# Jim Leighton
James "Jim" Leighton (MBE) (født 24. juli 1958 i Johnstone, Skotland) er en tidligere skotsk fodboldspiller, der spillede som målmand. Han var på klubplan blandt andet tilknyttet Aberdeen F.C. og Hibernian F.C. i hjemlandet, samt engelske Manchester United og Arsenal. Med Aberdeen var han med til at vinde adskillige titler, blandt andet tre skotske mesterskaber og Pokalvindernes Europa Cup. Hos Manchester United vandt han FA Cuppen i 1990.
Leighton blev desuden noteret for hele 91 kampe for Skotlands landshold. Han deltog ved hele fire VM-slutrunder, VM i 1982, VM i 1986, VM i 1990 og VM i 1998. Desuden deltog han ved EM i 1996.
Leighton er medlem af Scottish Football Hall of Fame, som han blev optaget i i 2008.

## Titler
Skotsk Premier League
- 1980, 1984 og 1985 med Aberdeen F.C.

Skotsk FA Cup
- 1982, 1983, 1984 og 1986 med Aberdeen F.C.

Skotsk Liga Cup
- 1985 med Aberdeen F.C.

Pokalvindernes Europa Cup
- 1983 med Aberdeen F.C.

UEFA Super Cup
- 1983 med Aberdeen F.C.

FA Cup
- 1990 med Manchester United